# Guarda-Costa
Die Guarda-Costa (spanisch: Küstenwache) bezeichnet die kleinen bewaffneten Küstenwachschiffe und Boote, mit denen Spanien im 17. Jahrhundert den Schmuggel, bzw. Handel mit ihren Besitzungen in Westindien unter ausländischer, insbesondere britischer Flagge  zu unterbinden suchte.

## Hintergrund
Spanien hatte in seinen Besitzungen in Westindien ein ausschließliches Handelsvorrecht, das lediglich durch den mit den Briten geschlossenen Asiento zum Import von Sklaven durchbrochen wurde. Britische Schiffe nutzen diese Ausnahme zum vertragswidrigen Handel mit den südamerikanischen Kolonialgebieten Spaniens,  ausländische Schiffe schmuggelten zudem in erheblichem Maße. Die Spanier setzten dagegen die als Küstenwachboote  benannten Küstenwachboote ein. Zum Begriff wurden die Guarda-Costa vor allem, da sie bei Durchsuchungen  britischer Schiffe nach Konterbande mit äußerster Härte vorgingen. Augenfällig wurde diese Härte vor allem, nachdem Robert Jenkins, ein britischer Handelsschiffskapitän, im März 1738 dem britischen Parlament sein von der Guarda-Costa abgetrenntes Ohr präsentierte. Das in Alkohol eingelegte Ohr gilt als Auslöser des 1739 bis 1742 als War of Jenkins’ Ear ausgetragenen Kolonialkrieg zwischen Großbritannien und Spanien.